# Wistiki
Wistiki était une start-up française créée en 2013 concevant, fabriquant et commercialisant des objets connectés grand public. Elle fait faillite en 2020.

## Présentation
Les objets Wistiki - entièrement conçus et fabriqués en France - fonctionnent avec la technologie Bluetooth Low Energy. Grâce à une application mobile pour Android et iOS, les utilisateurs peuvent par exemple géolocaliser un porte-clef ou un sac à dos,,. Dans un rayon limité, il est également possible de faire sonner le dispositif. Philippe Stark a collaboré au design.
Trois brevets ont été déposés,,. La technologie déploie un processus de réseautage permettant d'exploiter les antennes de dispositifs existants (smartphones, ordinateurs, ...) afin de faire interagir les objets connectés.

## Historique
La société Wistiki est créée le 14 décembre 2013 par trois frères, Théo, Hugo et Bruno Lussato.
En 2014, les fondateurs optent pour une campagne sur le site My Major Company, le projet n'étant pas suffisamment développé pour cibler des business angels. En parallèle, une intense campagne de publicité est menée sur les ondes et dans la presse écrite. Finalement, environ 80 000 euros sont récoltés. Afin de tester les gammes suivantes auprès du public, ce mode de financement est conservé, ce qui fait de l'entreprise un « cas d'école » du financement participatif.
En juillet 2015, la start-up est valorisée à 16,5 millions d'euros.
Début 2016, les objets sont présentés sur les marchés japonais et américain. En septembre de la même année, une levée de fonds de 2 millions d'euros est réalisée auprès de différents investisseurs et fonds dont Venture Capital, Stéphane Richard et Xavier Niel. Après plusieurs années dans le commerce en B2C, Wistiki opère un pivot pour se diriger vers le B2B.
En 2019, un partenariat avec Lacoste est annoncé. Celui-ci s'accompagne d'une nouvelle levée de fonds de 600 000 euros.[réf. nécessaire]
En avril 2020, le Tribunal de commerce de Paris prononce la liquidation judiciaire. L'ensemble des actifs est racheté quelques mois plus tard par la société holding Castellac dirigée par Philippe Duclos, actionnaire historique[source insuffisante].